# Komin

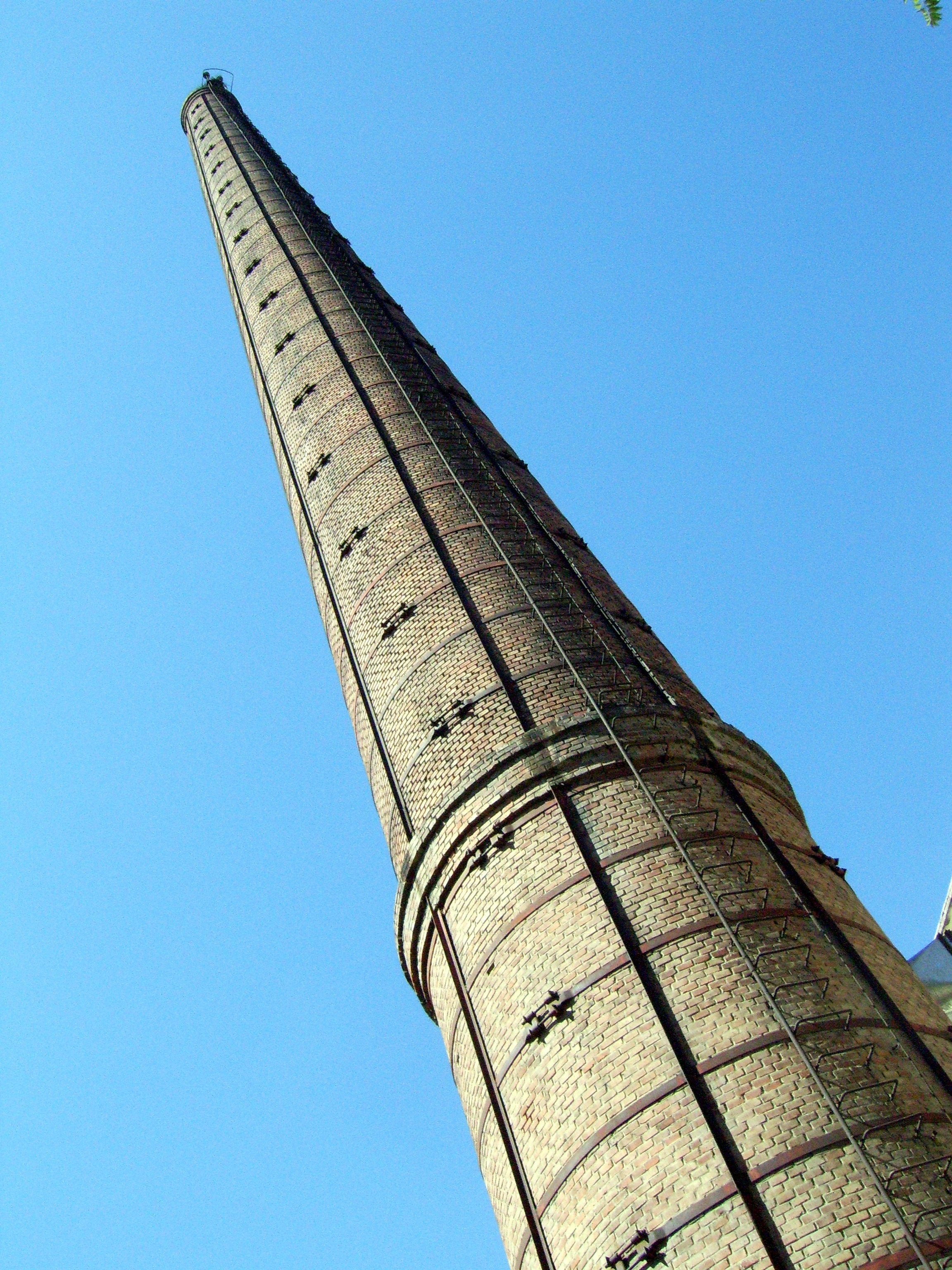
Komin wolnostojący

Komin (z łac. caminus, od gr. κάμινος (kaminos) „piec”) – droga przenoszenia spalin w przypadku komina spalinowego oraz droga przenoszenia zużytego powietrza w przypadku komina wentylacyjnego. Potocznie jest to pionowa konstrukcja budowlana.

## Ciąg kominowy
Ciąg kominowy, spowodowany różnicą gęstości zimnego powietrza zewnętrznego i gorących spalin wewnątrz komina, wytwarza podciśnienie, wskutek czego do paleniska może być doprowadzona (zassana) niezbędna do spalania ilość powietrza. Projektowanie wymiarów komina polega na takim ustaleniu jego minimalnej wysokości i przekroju, żeby odprowadzić wszystkie spaliny oraz doprowadzić niezbędne do spalania powietrze (w przypadku palenisk o ciągu naturalnym).

## Podział kominów

### Podział ze względu na funkcję
- dymowe – do odprowadzenia spalin (zawierających poza tlenkami gazowymi również pyły i sadzę oraz parę wodną) od palenisk opalanych paliwem stałym
- spalinowe – służą do odprowadzenia spalin z palenisk gazowych i opalanych paliwem płynnym
- kominy wentylacyjne:
  - nawiewne, które służą do dostarczania powietrza koniecznego w procesie spalania
  - wyciągowe, do wymiany zużytego powietrza w pomieszczeniu

### Podział ze względu na konstrukcję obudowy
- kominy jednowarstwowe – ściana przewodu jest jednorodna, np. kominy murowane, ze stali grubościennej, cementowo-szamotowe itp.
- kominy wielowarstwowe – ściana komina składa się z kilku warstw

### Podział ze względu na usytuowanie
- wewnętrzny – przewody kominowe różnego przeznaczenia grupowane w kominy, prowadzone wewnątrz budynku jako samodzielna konstrukcja niezwiązana z budynkiem lub też związana ze ścianą nośną i prowadzona jako ściana kominowa
- zewnętrzny – komin prowadzony na zewnątrz budynku, może być konstrukcyjnie powiązany z budynkiem, lub też szczególnego rodzaju komin niezwiązany z budynkiem – wolno stojący

### Podział ze względu na charakter pracy
- w mokrym trybie pracy – od niskotemperaturowych, gazowych kotłów c.o., kotłów kondensacyjnych, gdzie temperatura spalin zawarta jest w przedziale 80–160 °C
- w suchym trybie pracy – komin od palenisk na paliwo stałe, gdzie temperatura spalin jest wyższa niż 160 °C
- pracujący w nadciśnieniu – gdy ciśnienie wewnątrz komina jest wyższe od ciśnienia zewnętrznego (atmosferycznego)
- pracujący w podciśnieniu – gdy ciśnienie wewnątrz komina jest niższe od atmosferycznego (ciąg grawitacyjny)

### Podział ze względu na ciąg
- kominy o ciągu naturalnym
- kominy o ciągu sztucznym:
  - z wentylatorem podmuchowym
  - z wentylatorem wyciągowym
  - w układzie mieszanym

## Rodzaje kominów
- wolno stojące[2] – buduje się najczęściej z prefabrykowanych kształtek np. betonowych lub stalowych
- wbudowane – kominy wewnątrz budynków; dawniej wykonywano je z cegły ceramicznej pełnej lub szamotowej, obecnie ze stali austenitycznych

## Zalecenia
Przewody kominowe należy wykonywać zgodnie z aktualnymi wytycznymi zawartymi w rozporządzeniu Ministra Budownictwa oraz Polskimi Normami.
Główne zalecenia – dotyczące kominów wbudowanych dla niedużych kotłów grzewczych:
- komin powinien być usytuowany jak najbliżej kotłów, tak aby poziomy kanał spalinowy zwany czopuchem, był możliwie jak najkrótszy
- kominy budowane przy zewnętrznych ścianach powinny być odpowiednio docieplone
- przekrój komina powinien być okrągły lub jak najbardziej zbliżony do kwadratu – zaleca się, aby stosunek boków komina prostokątnego nie był większy niż 1:1,5
- komin powinien być pionowy (dopuszcza się odchylenie od pionu nie więcej niż 30°)
- wysokość wyprowadzenia komina ponad dach zależy od kąta nachylenia dachu

## Najwyższe kominy wolnostojące
Najwyższy komin na świecie, o wysokości 419,7 m, należy do elektrowni GRES-2 w Jekybastuz. Najwyższy komin w Europie to komin w Trbovlju w Słowenii (360 m wysokości). Najwyższe kominy w Polsce osiągają 300 m wysokości i znajdują się w: Rybniku, Jaworznie, Bełchatowie, Kozienicach oraz w warszawskiej Ciepłowni Kawęczyn.